# Bourou
Bourou är en ort i Burkina Faso.   Den ligger i regionen Centre-Ouest, i den centrala delen av landet, 60 km sydväst om huvudstaden Ouagadougou. Bourou ligger 316 meter över havet och antalet invånare är 3 038.
Terrängen runt Bourou är platt. Närmaste större samhälle är Kokologho, 19,9 km nordost om Bourou.
Omgivningarna runt Bourou är en mosaik av jordbruksmark och naturlig växtlighet. Runt Bourou är det ganska tätbefolkat, med 54 invånare per kvadratkilometer.